# Alfredo Carneiro Ribeiro da Luz
Alfredo Carneiro Ribeiro da Luz (Cristina, Minas Gerais, 1 de julho de 1852 – 10 de agosto de 1931) foi um médico brasileiro.
Filho de Joaquim Delfino Ribeiro da Luz e de Maria Umbelina S. Thiago da Luz.
Foi eleito membro da Academia Nacional de Medicina em 1888, na presidência de Agostinho José de Sousa Lima, recebendo o número acadêmico 155.